# Carole Perrin
 (janvier 2013).
Si vous disposez d'ouvrages ou d'articles de référence ou si vous connaissez des sites web de qualité traitant du thème abordé ici, merci de compléter l'article en donnant les références utiles à sa vérifiabilité et en les liant à la section « Notes et références ».
Carole Perrin est une pilote automobile française, née le 7 juillet 1986 à Saint-Étienne. Triple championne de France de karting, elle est la 1re femme a remporter une manche du championnat Nascar Whelen Euro Series en 2011, sur le circuit espagnol d'Aragon. Elle réalise également la pole position au Tours Speedway 2012, et mène durant 28 tours la course devant de prestigieux pilotes tels qu'Éric Hélary ou encore Yvan Muller. En 2012, elle monte également sur le podium du circuit de Spa-Francorchamps, après être remontée depuis la 10e position.
Meilleure pilote féminine française des circuits automobiles, Carole a été l’une des rares pilotes européennes à pouvoir prétendre accéder au plus haut niveau de la course automobile sur circuit et au cercle très fermé des pilotes professionnels. Malheureusement, après avoir mis en œuvre de nombreuses stratégies avec ses associations pendant plus de dix ans, afin de parvenir à boucler et réunir les budgets nécessaires, elle a dû se résoudre à "raccrocher le casque" au début de l'année 2016.
Surnommée par les médias « Pink Panther », elle a notamment été soutenue par Michèle Mouton (Vice-Championne du Monde des Rallyes), Robert Herbin (footballeur et entraîneur) et Denis Giraudet (copilote en Championnat du Monde des Rallyes).

## Historique
Présente très tôt sur les circuits grâce à son père ancien pilote de rallyes, Carole recherche tout d'abord le plaisir en enfourchant une moto dès ses huit ans, puis en alignant les tours de kart. À 12 ans, arrive l'un de ses plus beaux cadeaux, un kart de compétition qui va lui permettre d'obtenir ses premiers podiums. Carole réalise alors d'excellentes performances et devient triple championne de France :
- No 1 des femmes (2004 & 2005)
- No 1 devant les hommes en mixte (2005)

## Records nationaux et internationaux
Carole a d'abord démontré son talent en karting, en obtenant notamment 3 titres de championne de France en moins d'un an (2004-2005).
Elle prend ensuite le chemin des circuits automobiles avec la catégorie Renault Clio Cup puis la Formule Campus, mais c'est en Nascar Whelen Euro Series, un bolide de 450 chevaux inspiré de la NASCAR Américaine, qu'elle se révèle dès l'année 2009.
Avec plusieurs podiums dont une victoire, des meilleurs tours en course et une pole position, elle a marqué l'histoire du sport automobile européen. Ses records, établis en karting et en Nascar Whelen Euro Series, n'ont toujours pas été battus par une femme.

## Engagement en faveur des femmes et de l'égalité des sexes
Le sport automobile est une des rares disciplines mixtes. La course automobile est un sport historiquement très masculin, voire connoté machiste (moins de 10% des licenciés sont des femmes). Carole Perrin comprit très rapidement, qu'en plus des résultats attendus lors des courses, les femmes se devaient de prouver davantage ce qu’elles étaient capables de faire sur une même compétition que les hommes. Elle a donc été impliquée et investie dans la cause féminine dès son plus jeune âge. Durant sa carrière, elle a créé deux associations reconnues d'intérêt général, dont les missions principales étaient de soutenir et de promouvoir des pilotes féminines dans ce milieu très masculin. En 2012, le premier équipage 100% féminin de la Nascar Whelen Euro Series voyait le jour avec l'engagement de la pilote espagnole Zihara Esteban (Elite 2) aux côtés de Perrin (Elite 1) lors du Tours Speedway. Encouragée par cette belle expérience, Perrin espérait pouvoir aligner un équipage entièrement féminin durant toute la saison 2013, cette fois avec Caty Cali (Elite 2), mais cette dernière, faute de sponsors, annula sa participation et se retira du projet après avoir disputé la première course du championnat.
Carole Perrin a été l'une des principales intervenantes du documentaire réalisé par le journaliste sportif Adrien Paviot, en collaboration avec Laurent Reix, intitulé Femmes pressées. Ce film de 29 minutes met en avant plusieurs femmes françaises pratiquant avec réussite, un sport à connotation masculine. Le témoignage de Perrin a été filmé en 2013 sur le circuit ovale du Tours Speedway. Il est désormais visible et accessible à tous sur Youtube : https://www.youtube.com/watch?v=7fF6spQJHOU&t=1s
En partenariat avec l'association Stéphanoises entre 2014 et 2016, Perrin a pu étendre sa visibilité et partager son expérience à un plus large public :
- Sa biographie a été publiée dans l'ouvrage Femmes Remarquables de Saint-Étienne et de la Loire écrit par Christiane et Philippe Besson. Cet ouvrage retrace l’hommage rendu à 49 femmes remarquables (39 Stéphanoises et 10 Ligériennes) du passé, contemporaines ou en devenir, qui ont un lien avec Saint-Étienne, quel que soit leur milieu social, leur âge ou leur domaine de prédilection : https://www.stephanoises.fr/ouvrage-femmes-remarquables-de-saint-etienne-et-de-la-loire/
- Son portrait a également été mis en avant à travers l'exposition « Stéphanoises d’hier à aujourd’hui vers demain », qui retrace la richesse des vies et des destins de femmes les plus marquantes à Saint-Étienne, soit au travers de faits historiques, soit au travers de leur parcours étonnant, soit honorées par la mémoire collective.
- Invitée à titre d'intervenante à une conférence-débat autour de la thématique des femmes dans un milieu professionnel d'hommes le 15 octobre 2015 au Conservatoire National des Arts et Métiers Auvergne-Rhône-Alpes. Cet événement, rassemblant environ 150 personnes, permit de mettre en avant les témoignages et parcours de trois autres femmes remarquables.

## Projets et initiatives de financement des saisons sportives
Outre la recherche de subventions, de sponsors et de mécènes, de nombreux événements ont été organisés par les associations de Carole afin d'apporter un budget complémentaire : activités de team-building avec des trophées de karting inter-entreprises, des hospitalités pour des VIP sur les circuits de course, mais aussi des baptêmes de piste, des rallyes de véhicules de collection, etc.
Deux lignes de vêtement ont été créées et plusieurs opérations de financement participatif ont été mises en place.
Passionnée par les Arts, Carole était arrivée à mettre en place une collaboration avec le célèbre peintre français Didier CHAMIZO. Ce dernier devait relooker entièrement sa NASCAR en 2013 ; il s'agissait d'une association inédite entre l'artiste contemporain français de renommée mondiale et la "Pink Panther" des circuits européens ! La maquette au 1/10e avait été dévoilée le 30 janvier 2013, mais Carole et son équipe rencontrèrent des difficultés pour financer l'exécution et la mise en œuvre avant le lancement de la saison. Puis, la pilote engagée aux côtés de Carole s'est désistée après la première course, ce qui entraîna la fin du championnat pour Carole également (qui ne reviendra que pour participer à son épreuve fétiche au Tours Speedway). Ce projet "Art Car" n'a donc pas pu voir le jour.

## Palmarès en automobile

### 2015: catégorie NASCAR WHELEN EURO SERIES (ELITE 2)
10ème du championnat 

### 2013: catégorie NASCAR WHELEN EURO SERIES (ELITE 1)
Participation à 2 courses 
5e au Tours Speedway

### 2012: catégorie EURO-NASCAR FIA (ELITE)
3e à Spa Francorchamps (Belgique) - Meilleur résultat d'une pilote féminine dans la série désormais accréditée par la NASCAR
Meilleur tour, pole position et 28 tours en tête au Tours Speedway

### 2011: catégorie RACECAR Euro Séries FIA (ELITE)
Vainqueur au Motorland Aragon (Espagne) - Meilleur résultat d'une pilote féminine dans un championnat reconnu par la Fédération Internationale de l'Automobile
Meilleur temps en course au Motorland Aragon (Espagne)

### 2010: catégorie RACECAR Séries (ELITE)
5e du classement final de la catégorie ELITE
3e au Mans
4e à Lédenon
3e temps aux essais chronométrés à Nogaro

### 2009: catégorie RACECAR Séries (OPEN)
5e du classement final de la catégorie OPEN
2 victoires catégorie « Open » (Albi & Lédenon)
3e place générale à Albi
2e temps aux essais chronométrés au Mans
Meilleur temps en course au Mans

### 2008: Automobile – catégorie Formul’Academy Euro Séries
(Ex - Formule Campus & Filière ELF)

### 2006: Automobile - catégorie Clio Cup
Saison arrêtée à la suite d'un important crash dans les rues de Pau 

### 2004-2005: Automobile – catégorie ICE Girls
3e du Trophée Andros
Meilleure débutante

## Palmarès en karting

### 2005: catégorie FFSA
Championne de France des Féminines & Championne de France Mixte en FFSA Junior

### 2004: catégorie FFSA
Championne de France des Féminines

### 2003: catégorie Promo Junior
13 courses, 8 podiums dont 5 victoires

### 2002: catégorie Promo Junior
14 courses, 8 podiums dont 4 victoires
3e du Championnat de France des Féminines

### 2001: catégorie Promo Junior
18 courses, 4 podiums dont 2 victoires

### 2000: catégorie Cadet
13 courses, 6 podiums dont 2 victoires
2e du Trophée National Minime/Cadet de Villars

### 1999: catégorie Minime
13 courses, 8 podiums dont une victoire